# Dombeya australis
Dombeya australis là một loài thực vật có hoa trong họ Cẩm quỳ. Loài này được Scott-Elliot mô tả khoa học đầu tiên năm 1891.